# Свети Димитър (Царевик)
Вижте пояснителната страница за други значения на Свети Димитър.
„Свети Великомъченик Димитрий“ или „Свети Димитър“ (на македонска литературна норма: „Свети Димитар“, „Свети Димитриј“) е възрожденска православна църква в прилепското село Царевик, Република Македония. Църквата е под управлението на Преспанско-Пелагонийската епархия на Македонската православна църква.
Църквата е построена в 1899 година, като е запазен ферманът за изграждането ѝ. В архитектурно отношение представлява еднокорабна сграда с полукръгъл свод и полукръгла апсида на изток, разчленена отвън с пет слепи ниши. На западната страна има женска църква. Олтарното пространство е изписано със стенописи.